# Christian Werner (Radsportler)
Christian Werner (* 28. Juni 1979 in Bad Schwalbach) ist ein ehemaliger deutscher Radrennfahrer.
Seit 2003 war Werner beim Bonner T-Mobile Team unter Vertrag, davor fuhr er zwei Jahre für das Team Nürnberger. 2003 startete er bei der Vuelta a España und 2005 beim Giro d’Italia. 2006 beendete er seine Karriere, nachdem er von T-Mobile keinen neuen Vertrag bekam.
Im Rahmen der Aufklärung der Dopingaffäre Team Telekom gestand Werner, zu Dopingzwecken Wachsturmshormone und Kortison erhalten zu haben.

## Erfolge
1997
- Internationale Friedensfahrt der Junioren